# Processus costalis vertebrae

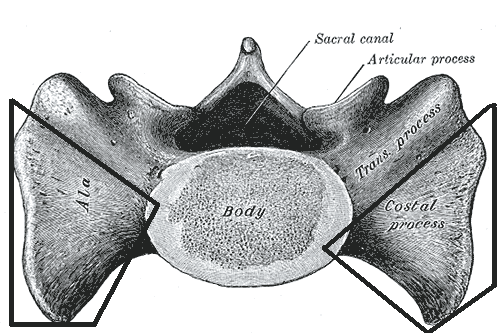
Egy keresztcsonti csigolya (a fekete négyszögek jelölik)

A processus costalis vertebrae egy dudor a keresztcsonton (os sacrum). Az ala ossis sacri 3/4 részét alkotja.